# Cyrtandra sinclairiana
Cyrtandra sinclairiana är en tvåhjärtbladig växtart som beskrevs av Brian Laurence Burtt. Cyrtandra sinclairiana ingår i släktet Cyrtandra och familjen Gesneriaceae. Inga underarter finns listade i Catalogue of Life.